# Sexburga de Ely
Sexburga (en inglés antiguo: Sexburh), también conocida como Santa Sexburga de Ely (murió en el año 699), era la reina consorte del rey Earcomberto de Kent, también fue una abadesa y es santa de la Iglesia católica.
Las hermanas de la Reina Sexburga fueron:  Etelburga de Faremoutiers, Saethryth, Etelreda y posiblemente Withburga. Su matrimonio con el Rey Earcomberto dio como resultado a dos hijos varones y dos hijas; ambos asumieron el cargo de reyes. Después de la muerte de su esposo en 664, Sexburga se quedó en el reino de Kent para cuidar a sus hijos y ejerció como regente hasta que su hijo mayor Egberto I de Kent tuviera la edad para gobernar.
Sexburga fundó las abadías de Sittingbourne y el Minster-in-Sheppey, donde su hija Ermerlinda también fue monja. Se mudó al monasterio de Ely donde su hermana Etelreda era la abadesa, después de la muerte de su hermana en el año 679, Sexburga se convirtió en su sucesora. De acuerdo con las crónicas de Beda, en el año 695, después de que el cuerpo de su hermana estuvo dieciséis años en una fosa común, hizo que lo trasladaran a un sarcófago. En el momento en el que abrieron la fosa, descubrieron que el cuerpo de Etelreda estaba totalmente intacto, como si acabara de morir. La leyenda de Etelreda se encuentra en la Historia ecclesiastica gentis Anglorum, la cual celebra la santidad y las virtudes de Etelreda, al punto que ella siguió siendo considerada como una virgen aún después de tener hijos.
La fecha exacta de la muerte de Sexburga no es conocida exactamente, pero sus memorias fueron recopiladas después de 1106, las cuales describen la mayor parte de su vida, pero sobre todo su vida como monja.

## Familia
El padre de Sexburga fue Anna, rey de Anglia del Este, hijo de Eni, quien gobernó el Reino de Estanglia desde el año 640 y fue asesinado, junto con su hijo Jurmin, durante la batalla de Bulcamp en el año 653.
Sus hermanas fueron Etelburga y Saethryth, ambas abadesas de Faremoutiers Abbey en Brie, de hecho Etelreda tenía otra hermana llamada Withburga, ésta se casó por primera vez con Tonberto (Tonberht), el cual era miembro del Consejo al Este Inglaterra en Fens y después siguió a Egfrido de Northumbria. Withburga finalmente murió en 743.
Sexburga se casó con Earcomberto de Kent y tuvo como hijos a los reyes Egberto I de Kent (d. 673) y a Hlothhere de Kent (d. 685) y a dos hijas Ermelinda (Eormenhild) y Eorcengota.
Sexburga al morir fue enterrada en Ely, junto con sus hermanas Etelreda, Wihtburh y su hija Ermelinda.

## Matrimonio y Viudez

Mapa de los Reinos Anglo-Sajones en el siglo VII

La familia de Sexburga se unió con la familia real de Magonsaete mediante su matrimonio con Eacomberto, el cual fue rey de Kent del 640 al 664. Eacomberto era el tío abuelo de Milburga y de su hermana, Merewalh de Magonsætan.
Sus hijos Ecgberht y Hlothhere se convirtieron en un momento dado en reyes de Kent. Su hija Eorcengota se convirtió en monja en Faremoutiers y después fue canonizada. Eacomberto es mencionado en la Anglo-Saxon Chronicle durante el año 640: "Después su hijo Eorcenberto tomó el mando del reino; durante su reinado eliminó todo culto al diablo y fue el primer Rey en establecer el festival del Este. En el mismo libro esta la Chronicle's que hace referencia a Sexburga y a su hija Eorcengota, "...þaes dohter wæs ge haten Erchongata halifemne. and wundorlic man thære modor wæs Sexburh Annan dohter East Engla ciningas" – '... su hija se llamaba Eorcengota, una persona virtuosa y notable, su madre fue Sexburga, hija de Anna y del Rey del Este de Anglia'. Sexburga y Eacomperto tuvieron una segunda hija llamada Ermelindda, quien se casó con Wulfhere de Mercia; después de la muerte de su esposo se hizo monja para más tarde ser canonizada. De acuerdo con Barbara Yorke, sus matrimonios con reyes fueron de suma importancia, no solo por la unión de familias, sino para todas las cuestiones relacionadas con las mujeres en los monasterios durante el periodo anglo-sajón, ya que se convirtió en un ejemplo para todas las reinas y mujeres de clase alta.
Eacomberto murió el 14 de julio en el 664, debido al surgimiento de una plaga ese año. Después de la muerte de su esposo Sexburga se quedó en Kent para educar a sus hijos. Su presencia en el reino provocó una gran influencia en cuestiones políticas y religiosas: gobernó como regente mientras su hijo mayor tenía la edad para ser coronado como rey y fue la fundadora de la primera abadía para mujeres en Milton. Tiempo después Sexburga se hizo monja y fundó la abadía de Minster-on-Sea. De acuerdo con el Libro de Ely, a Sexburga le fue otorgado el "velo de la santidad" por Teodoro, el Arzobispo de Canterbury. Según la hagiografía, Sexburga se refugió en el monasterio como monja después de haber tenido un puesto secular que no pudo tolerar. Tras la muerte de su esposo Sexburga se opuso terminantemente a casarse de nuevo, así que dedicó su vida a la iglesia.
|  |  | Earcomberto de Kent | Earcomberto de Kent | Earcomberto de Kent | Earcomberto de Kent | Earcomberto de Kent | Earcomberto de Kent |  |  | Seaxburh de Ely    | Seaxburh de Ely    | Seaxburh de Ely    | Seaxburh de Ely    | Seaxburh de Ely    | Seaxburh de Ely    |  |  |           |           |           |           |           |           |  |  |                     |                     |                     |                     |                     |                     |  |  |                   |                   |                   |                   |                   |                   |
|  |  | Earcomberto de Kent | Earcomberto de Kent | Earcomberto de Kent | Earcomberto de Kent | Earcomberto de Kent | Earcomberto de Kent |  |  | Seaxburh de Ely    | Seaxburh de Ely    | Seaxburh de Ely    | Seaxburh de Ely    | Seaxburh de Ely    | Seaxburh de Ely    |  |  |           |           |           |           |           |           |  |  |                     |                     |                     |                     |                     |                     |  |  |                   |                   |                   |                   |                   |                   |
|  |  |                     |                     |                     |                     |                     |                     |  |  |                    |                    |                    |                    |                    |                    |  |  |           |           |           |           |           |           |  |  |                     |                     |                     |                     |                     |                     |  |  |                   |                   |                   |                   |                   |                   |
|  |  |                     |                     |                     |                     |                     |                     |  |  |                    |                    |                    |                    |                    |                    |  |  |           |           |           |           |           |           |  |  |                     |                     |                     |                     |                     |                     |  |  |                   |                   |                   |                   |                   |                   |
|  |  |                     |                     |                     |                     |                     |                     |  |  |                    |                    |                    |                    |                    |                    |  |  |           |           |           |           |           |           |  |  |                     |                     |                     |                     |                     |                     |  |  |                   |                   |                   |                   |                   |                   |
|  |  |                     |                     |                     |                     |                     |                     |  |  |                    |                    |                    |                    |                    |                    |  |  |           |           |           |           |           |           |  |  |                     |                     |                     |                     |                     |                     |  |  |                   |                   |                   |                   |                   |                   |
|  |  | Ermenilda           | Ermenilda           | Ermenilda           | Ermenilda           | Ermenilda           | Ermenilda           |  |  | Wulfhere de Mercia | Wulfhere de Mercia | Wulfhere de Mercia | Wulfhere de Mercia | Wulfhere de Mercia | Wulfhere de Mercia |  |  | Ercongota | Ercongota | Ercongota | Ercongota | Ercongota | Ercongota |  |  | Earcomberto de Kent | Earcomberto de Kent | Earcomberto de Kent | Earcomberto de Kent | Earcomberto de Kent | Earcomberto de Kent |  |  | Hlothhere de Kent | Hlothhere de Kent | Hlothhere de Kent | Hlothhere de Kent | Hlothhere de Kent | Hlothhere de Kent |
|  |  | Ermenilda           | Ermenilda           | Ermenilda           | Ermenilda           | Ermenilda           | Ermenilda           |  |  | Wulfhere de Mercia | Wulfhere de Mercia | Wulfhere de Mercia | Wulfhere de Mercia | Wulfhere de Mercia | Wulfhere de Mercia |  |  | Ercongota | Ercongota | Ercongota | Ercongota | Ercongota | Ercongota |  |  | Earcomberto de Kent | Earcomberto de Kent | Earcomberto de Kent | Earcomberto de Kent | Earcomberto de Kent | Earcomberto de Kent |  |  | Hlothhere de Kent | Hlothhere de Kent | Hlothhere de Kent | Hlothhere de Kent | Hlothhere de Kent | Hlothhere de Kent |

## Vida religiosa en Ely
Poco después de que Seaxburh se mudara al monasterio de Ely, donde su hermana Æthelthryth era abadesa, la historiadora Barbara Yorke mencionó que cabía la posibilidad de que Seaxburh y Seaxburh de Wessex fueran al misma persona, pero los acontecimientos religiosos a los que dio pie Seaxburh, por lo que la suposición fue descartada.
De acuerdo con Yorke, la decisión de Seaxburh de no buscar a otro esposo y volverse monja se volvió una tradición Anglo-Sajona en Ely para todas las mujeres viudas. Seaxbuhr era descrita en el Libro de Ely como una "pretiosa virago", o preciosa guerrera, tuvo una gran éxito como Abadesa cuando su hermana murió por la plaga del 679. Probablemente su experiencia política la ayudó para lograr tantos avances durante su mandato secular.
En el año 695, para demostrar el valor del culto religioso Seaxburh decidí trasladar el cuerpo de su hermana Æthelthryth de una fosa común a un sarcófago en Ely, después de 16 años de su muerte,. El Libro de Ely describe este evento con detalle: Cuando su tumba fue abierta, el cuerpo de Æthelthryth's fue descubierto sin daños y su ataúd y ropa tenían poderes milagrosos. Su sarcófago fue hecho de mármol blanco y lo ajustaron a su medida. Seaxburh supervisó la preparación del cuerpo de su hermana, el cual fue aseado y vestido con nueva ropa.

## Muerte y veneración
La fecha exacta de la muerte de Seaxburh no es conocida, pero de acuerdo con el Libro de Ely, cuando falleció, Richard Bishop escribió las memorias de Seaxburh y de todas las mujeres santas de la época.
Seaxburh es mencionada en el libro de reyes y personas canonizadas Kentish Royal Legend (Old English: Þá hálgan). Seaxbuhr siendo reina y aparte una monja canonizada fue sumamente notable en la época y en el libro.:.
En la Catholic Encyclopedia de 1913 aparece una lista de la muerte de varios santos y sus milagros, de igual manera todas las acciones y las reliquias de Sexburh fueron recopiladas después de 1106. El libro Vita describe la infancia de Seaxburh, su matrimonio con Eorcenberht y sus últimos años como monja y Abadesa en Ely.